# Liste des districts électoraux municipaux de la Ville de Québec
Les districts électoraux municipaux de la Ville de Québec sont représentés par 21 conseillers au Conseil municipal de Québec.

## Description

Entre 2001 et 2013, les districts électoraux sont passés de 37 à 21.

Bien qu'ils possèdent plusieurs similitudes avec les quartiers (le territoire couvert ou le nom peut être le même), les districts électoraux ne sont pas des divisions géographiques ou historiques de la ville mais plutôt le résultat d'un découpage politique à l'image des circonscriptions électorales des niveaux provinciales et fédérales.

### Tendance à la réduction du nombre de districts
Depuis la réorganisation des municipalités du Québec en 2002, la ville de Québec a continuellement réduit le nombre de districts. Alors que la Loi sur les élections et les référendums prévoit un minimum de 30 élus, une dérogation est accordée par le ministère des Affaires municipales, des Régions et de l'Occupation du territoire. À l'élection municipale de 2005, les districts sont au nombre de 37. À l'élection suivante, en 2009, ils étaient dix de moins, puis à celle de 2013, ils ne sont plus que 21.

## Districts par arrondissement
Les districts actuels en date de l'Élections municipales de 2021 :

### La Cité-Limoilou
- Cap-aux-Diamants (#1)
- Montcalm–Saint-Sacrement (#2)
- Saint-Roch–Saint-Sauveur (#3)
- Limoilou (#4)
- Maizerets-Lairet (#5)

### Les Rivières
- Vanier-Duberger (#6)
- Neufchâtel-Lebourgneuf (#7)
- Les Saules (#8)

### Sainte-Foy–Sillery–Cap-Rouge
- Saint-Louis–Sillery (#9)
- Plateau (#10)
- Pointe-de-Sainte-Foy (#11)
- Cap-Rouge–Laurentien (#12)

### Charlesbourg
- Saint-Rodrigue(#13)
- Louis-XIV (#14)
- Des Monts (#15)

### Beauport
- Sainte-Thérèse-de-Lisieux (#16)
- Chute-Montmorency–Seigneurial (#17)
- Robert-Giffard (#18)

### La Haute-Saint-Charles
- Lac-Saint-Charles–Saint-Émile (#19)
- Loretteville-Les Châtels (#20)
- Val-Bélair (#21)

## Anciens districts

### 2013
6 districts sont abolis. Les districts en date de l'Élections municipales de 2013 :

### La Cité-Limoilou
- Cap-aux-Diamants (#1)
- Montcalm–Saint-Sacrement (#2)
- Saint-Roch–Saint-Sauveur (#3)
- Limoilou (#4)
- Maizerets-Lairet (#5)

### Les Rivières
- Vanier (#6)
- Neufchâtel-Lebourgneuf (#7)
- Duberger-Les Saules (#8)

### Sainte-Foy–Sillery–Cap-Rouge
- Saint-Louis–Sillery (#9)
- Plateau (#10)
- Pointe-de-Sainte-Foy (#11)
- Cap-Rouge–Laurentien (#12)

### Charlesbourg
- Saint-Rodrigue (#13)
- Louis-XIV (#14)
- Des Monts (#15)

### Beauport
- Sainte-Thérèse-de-Lisieux (#16)
- Chute-Montmorency–Seigneurial (#17)
- Robert-Giffard (#18)

### La Haute-Saint-Charles
- Lac-Saint-Charles–Saint-Émile (#19)
- Loretteville-Les Châtels (#20)
- Val-Bélair (#21)

### La Cité-Limoilou
- Vieux-Québec-Montcalm (#1)
- Saint-Sacrement-Belvédère (#2)
- Saint-Sauveur (#3)
- Les Faubourgs (#4)
- Maizerets-Lairet (#5)
- Sylvain-Lelièvre (#6)

### Les Rivières
- Vanier (#7)
- Lebourgneuf (#8)
- Neufchâtel (#9)
- Duberger-Les Saules (#10)

### Sainte-Foy–Sillery–Cap-Rouge
- Saint-Louis–Sillery (#11)
- La Cité—Universitaire (#12)
- Le Plateau (#13)
- Cap-Rouge–(#14)
- Laurentien (#15)

### Charlesbourg
- Saint-Rodrigue (#16)
- Le Trait-Carré (#17)
- Les Sentiers (#18)
- Des Monts (#19)

### Beauport
- Sainte-Thérèse-de-Lisieux (#20)
- Chute-Montmorency (#21)
- Seigneurial (#22)
- Robert-Giffard (#23)

### La Haute-Saint-Charles
- Lac-Saint-Charles–Saint-Émile (#24)
- Loretteville (#25)
- Les Châtels (#26)
- Val-Bélair (#27)